# مصرف دار السلام للاستثمار
مصرف دار السلام للاستثمار مصرف عراقي خاص، تأسس في بغداد في العام 1998، وباشر أعماله في نيسان 1999.

## فروع البنك
عدد فروع المصرف حالياً (15) فرعاً داخل العراق.
1:فرع اربيل
2:فرع البصرة
3:فرع كربلاء